# Trg Republike, Erevan
Trg republike (armensko: Հանրապետության հրապարակ, Hanrapetut'yan hraparak, lokalno znan kot Hraparak, 'trg' ) je osrednji mestni trg v Erevanu, glavnem mestu Armenije. Sestavljen je iz dveh delov: ovalnega krožišča in dela v obliki trapeza, ki vsebuje bazen z glasbenimi vodnjaki. Trg je obdan s petimi velikimi zgradbami, zgrajenimi iz roza in rumenega tufa v neoklasicističnem slogu z veliko uporabo armenskih motivov . Ta arhitekturni ansambel vključuje Vladno palačo, Zgodovinski muzej in Narodno galerijo, hotel Armenia Marriott ter ministrstvo za zunanje zadeve in promet in zveze. Trg je prvotno zasnoval Aleksander Tamanjan leta 1924. Gradnja večine stavb je bila končana do 1950-ih; zadnja zgradba - Narodna galerija - je bila dokončana leta 1977.
V sovjetskem obdobju se je imenoval Leninov trg, na trgu pa je stal kip Vladimirja Lenina. Sovjetske vojaške parade so potekale dvakrat (prvotno trikrat) na leto do leta 1988. Po neodvisnosti Armenije so Leninov kip odstranili in trg preimenovali.  Opisali so ga kot »arhitekturni vrhunec« Erevana in »najznamenitejši arhitekturni ansambel mesta«.  Pisatelj Deirdre Holding je namigoval, da je to »zagotovo eden najlepših osrednjih trgov, ki so jih ustvarili kjer koli na svetu v 20. stoletju«. Armenski in mestni »najpomembnejši civilni prostor«, je bil Trg republike glavni prostor demonstracij med žametno revolucijo leta 2018.

## Arhitektura
Trgje sestavljen iz dveh delov. Ovalno krožišče, ki ima kamniti vzorec v središču, je moral od zgoraj izgledati kot tradicionalna armenska preproga. Del v obliki trapeza vsebuje glasbeni vodnjak pred Zgodovinskim muzejem in Narodno galerijo. Stavbe okoli trga so zgrajene iz roza in rumenega kamna  tufa, utrjenih na bazaltnih tleh.

## Zgodovina
Predsovjetski trg je zasnoval Boris Mehrabjan (Megrabov) v svojem splošnem načrtu Erevana 1906–11.  Leta 2003 je bil trg obnovljen in na trgu so potekala obsežna izkopavanja. Odkrit je bil starejši sloj iz 18. do 19. stoletja .
Sedanji trg je zasnoval Aleksander Tamanjan v svojem splošnem načrtu Erevana iz leta 1924 . Gradnja trga se je začela leta 1926, ko se je začela graditi Vladna palača. Razvili so ga do 1950-ih, ko so zgradili preostalih pet stavb in dokončno dokončali leta 1977, ko je bila zgrajena Narodna galerija. Trg je bil imenovan Leninov trg (armensko: Լենինի հրապարակ, Lenini hraparak; rusko: площадь Леніна ploshchad Lenina), Leninovkip je bil postavljen na trgu leta 1940 in odstranjen leta 1991, pred osamosvojitvijo Armenije.

## Znamenitosti

### Stavbe
| Stavba                           | Zgodovina in uporaba |
| -------------------------------- | --- |
| Stavba vlade 1                   | V stavbi je sedež armenske vlade (svet vladnih ministrov in ne celotna izvršna oblast). Prvotno je bil nameščen Ljudski komisariat (izvršna oblast Sovjetske Armenije. Severozahodni del, zgrajen v letih 1926-29, je zasnoval Aleksander Tamanian. Konstrukcijo preostale zgradbe je prevzel Gevorg Tamanian, Aleksanderjev sin, v 1938 in končal leta 1941. |
| Muzejske stavbe                  | Zgodovinski muzej Armenije, Armenska narodna galerija Stavbe so se začele v 1950-ih s stavbo Narodno galerijo, dokončala pa leta 1977. Zasnovala sta jo Mark Grigorjan in Eduard Sarapjan. Majhen del kompleksa, Koncertna dvorana Arno Babajanjan, sega v leto 1916.                                                                                         |
| Armenski Marriott Hotel          | Dokončana je bila leta 1958 po zasnovi Marka Grigorijana in Eduarda Sarapijana..Hotel se je v sovjetskem obdobju imenoval Armenija. Luksuzni hotel, velja za vodilni hotel Armenije. Ima 380 sob. |
| Stavba vlade 2                   | Stavbo so zasnovali Samvel Safarjan, Rafajel Israjelian, Varazdat Arevšatjan in dokončali leta 1955. Friz nad okni v nadstropju so nepopoln. V stavbi je bilo med letoma 1996 in 2016 ministrstvo za zunanje zadeve. |
| Stavba sindikatov in komunikacij | Zgrajena leta 1933 -1956, zasnovala sta jo Mark Grigorjan in Eduard Sarapjan. V stavbi je bilo do leta 2016 ministrstvo za promet in zveze. |

### Kip Lenina
Na trgu je bil 24. novembra 1940 postavljen sedemmetrski kip sovjetskega voditelja Vladimirja Lenina, ki ga je postavil Sergej Merkurov in je stal na 11 metrov visokem podstavku. Spomenik se je soočil z območjem načrtovane Narodne galerije in »kmalu odmeval kot velika monumentalna umetnost«. Kip je bil odstranjen s podstavka 13. aprila 1991 pred uradnim razpadom Sovjetske zveze. »Postavljen je bil na tovornjak in so ga, podobno kot truplo umrle osebe, vozili okrog in okrog osrednjega trga, kot v odprti krsti«, medtem ko so ljudje vzklikali .  Podstavek je preživel do poletja 1996, ko so ga porušili.

#### Zamenjave
Ter-Ghazaryan piše, da »so po rušenju spomenika Leninu porušili ravnotežje Trga republike, prazen prostor, ki je ostal za Leninom, pa je bil podvržen različnim oblikovalskim predlogom, vendar nobenemu ni uspelo«.
31. decembra 2000 je bil na prostoru, ki ga je pustil prazen Leninov podstavek, postavljen 24-metrski križ, ki so ga prižgali z žarnicami. Ta namestitev je bila končana na predvečer leta 2001, ko so armenska država in Armenska apostolska cerkev praznovali 1700-letnico krščanskega naroda. Križ so prižgali s 1700 simboličnimi svetilkami in je bil še naprej v središču praznovanj, ki so potekala skozi vse leto spomina. Vendar se je konec leta 2001 končalo obdobje praznovanja in križ so tiho razstavili. Ker je šlo za začasno napeljavo, je bilo pred njegovo postavitvijo in po njeni demontaži malo razprav.
Februarja 2004 se je v praznem prostoru pojavil televizijski zaslon velikosti panoja, ki je predvajal oglase za različne organizacije in izdelke. Odstranjen je bil leta 2006.
Junija 2019 je občina Erevan na sredino travnika, ki je zrasel namesto kipa, postavila več karases (velike glinene amfore) .
Predlogi
V Armeniji je bilo izvedenih več natečajev za izbiro nadomestka Leninovega kipa. Eden najpogostejših predlogov je, da se spomenik Sasunci Davit (David iz Sasuna) premesti na Trg republike. Po besedah Ter-Ghazaryana bi bila varna izbira v veliki meri apolitičnost tega armenskega nacionalnega junaka epskega romana; vendar je leta 2013 zapisala, da se preselitev spomenika z njegovega trenutnega mesta pred železniško postajo v Erevanu »zdi malo verjetna«.
Aktivistka za človekove pravice Avetik Iškjanjan je predlagala postavitev kipa Arama Manukiana na tem mestu.

### Vodnjaki
Po letih neuporabe je glasbeno fontana prenovila francoska družba Aquatique Show International  in je stala približno 1,4 milijona EUR. Odprli so jih septembra 2007.

### Božično drevo
Božično drevo je bilo postavljeno na trg vsak december od vsaj leta 1950. 

### Pitnik
Vodnjak za pitje (znan tudi kot pulpulak), ki se nahaja poleg zgradb muzejev, je sestavljen iz sedmih vodnjakov in se zato imenuje Yot aghbyur ('Sedem izvirov'). Original je bil nameščen leta 1965, obnovljen pa leta 2010.

## Dogodki

### Parade
V sovjetskih časih so bile vojaške parade na trgu 1. maja (mednarodni dan delavcev), 9. maja (Dan zmage do leta 1969) in 7. novembra (oktobrska revolucija). Vodstvo sovjetske Armenije je stalo na stopnički, pod Leninovim kipom. Zadnja od teh parad je bila leta 1988.
Vojaške parade, ki slavijo neodvisnost Armenije, so potekale 21. septembra 1996 (5. obletnica),  1999 (8. obletnica), 2006 (15. obletnica), 2011 (20. obletnica), 2016 (25. obletnica). 

### Koncerti
30. septembra 2006 je francosko-armenski pevec Charles Aznavour izvedel koncert na Trgu republike. 
23. aprila 2015 je armensko-ameriška rockovska skupina System of Down uprizorila svoj prvi koncert v Armeniji na Trgu republike. Brezplačni koncert je bil posvečen 100-letnici armenskega genocida in se ga je udeležilo na tisoče ljudi.
8. junija 2017 je ruski hip-hop umetnik Timati na trgu izvedel brezplačen koncert, ki se ga je udeležilo več kot 40.000 ljudi.
6. oktobra 2019 je na trgu nastopil nizozemski DJ Armin van Buuren kot otvoritveno dejanje Svetovnega kongresa o informacijski tehnologiji (WCIT).

### Politične demonstracije
Sovjetsko obdobje
24. aprila 1965 so se na trgu in drugje v Erevanu odvijale velike demonstracije v počastitev 50. obletnice armenskega genocida.
Januarja 1974, je član podzemne Nacionalne združene stranke Razmik Zohrapyan, v znak protesta proti sovjetski totalitarni vladavini na trgu zažgal Leninov portret.
Samostojna Armenija
Po predsedniških volitvah leta 2008 je izvoljeni predsednik Serž Sargsyan organiziral shod med 60.000 in 70.000 podporniki, ki so jih iz različnih delov Erevana in Armenije pripeljali z avtobusi. Mnogi od njih so se odpravili proti Trgu svobode, kjer je nasprotni miting vodil Levon Ter-Petrosyan. Marca, po silovitem zatiranju demonstracij opozicije, so trg nekaj časa zasedle oborožene sile Armenije.
4. maja 2012 med shodom in koncertom republikanske stranke na Trgu republike v okviru parlamentarne volilne kampanje je eksplodiralo več deset balonov, napolnjenih z vodikom, zaradi česar je bilo poškodovanih najmanj 144 ljudi.
Od 17. do 23. aprila 2018 so na Trgu republike potekale velike demonstracije pod vodstvom Nikola Pašinjana proti vladi novoizvoljenega premierja Serža Sargsjana. 22. aprila, ko so opozicijskega vodjo Pašinjana aretirali, so na trg napotili policijske sile. Desetine protestnikov so priprli s trga . Do večera je okoli 115.000 protestnikov napolnilo celoten trg in bližnje ulice. Naslednji dan, 23. aprila, potem ko je Sargsyan odstopil, je postal središče množičnih praznovanj . 24. aprila, na dan spomina na armenski genocid, se je zaradi čiščenja trga in njegove sosednje ulice zbralo več deset protestov.

### Drugo
Leta 1968 so praznovanje 2750-letnice Erevana na trgu uprizorili z ekstravagantnimi praznovanji.
Papež Frančišek in Karekin II. sta 25. junija 2016 na Trgu republike opravila ekumensko molitev. Udeležilo se ga je približno 50.000 ljudi.